# Santa Fe (film, 1997)
Pour les articles homonymes, voir Santa Fe.
Pour plus de détails, voir Fiche technique et Distribution.
Santa Fe est un thriller sur les sectes réalisé par Andrew Shea, sorti en 1997.

## Synopsis
Paul Thomas est un ex-flic qui s'est avéré être le seul survivant d'un suicide de culte de masse dans le Wyoming. Il retourne dans sa ville natale de Santa Fe afin de remettre sa vie en ordre. Cependant, il se rend vite compte que son ex-femme est aspirée dans les philosophies new-age. Essayant de sauver sa fille des cultes, il trouve le gourou Eleanor qui s'avère être une femme très attirante.

## Fiche technique
- Titre français : Santa Fe
- Titre original : Santa Fe
- Réalisation : Irving Pichel
- Scénario : Mark Medoff (en), Andrew Shea
- Production : Doradel Pictures
- Décors: Rosario Provenza
- Pays d'origine :  États-Unis
- Langue originale : anglais
- Genre : thriller
- Durée : 93 minutes

## Distribution
- Tina Majorino : Crystal Thomas
- Gary Cole : Paul Thomas
- Sheila Kelley : Leah Thomas
- Jere Burns : Docteur Dan Yates
- Richard Schiff : Alex
- Lois Geary (en) : Mrs. Cowling
- Angelina Torres : Alma Vigil
- Pamela Reed : Nancy Vigil
- Adan Sanchez : Richard Vigil
- Michael Harris : Larry Culpepper
- Lolita Davidovich : Eleanor Braddock
- Jim Holmes : officier Jimmy Crouse
- Mark Medoff : maire Robert Strauss
- Tony Plana : chef Gomez
- Phyllis Frelich : docteur Joyce Ginsberg
- Bill Pugin : Ed
- Jacob Vargas : Jesus
- Anna Gunn : Jane
- Robin Frates Corbett : Kathryn
- Filimon Arciuleta : Sergio